# Constantin Font
Pour les articles homonymes, voir Font.
Constantin Jean Lucien Antonin Font, né le 11 janvier 1890 à Auch et mort le 25 janvier 1954 à Paris, est un peintre orientaliste de genre, de nus, de paysages, sculpteur et graveur français.

## Biographie
Constantin Font naît à Auch le 11 janvier 1890.
Sociétaire hors-concours de la Société des artistes français, Constantin Font est élève de Fernand Cormon. Après avoir obtenu une mention en 1910 au Salon, il obtient une médaille d'argent en 1921, année de son Prix de Rome. Il expose la même année au Salon des artistes français Le Cimetière d'El Kettar. Depuis lors, il figure avec honneur aux manifestations de cette Société, où on lui décerna la médaille d'or en 1922. Grand Prix d'Athènes. Membre de l'Académie des Beaux-Arts de Toulouse. Membre de l'institut en 1926. Grand prix de l'Exposition internationale de 1937.
Constantin Font a illustré des ouvrages comme la Méthode grecque et exercices illustrés (classes de 4e, 3e, 2e, 1re) de Paul Crouzet.
Il a aussi réalisé des peintures murales pour des écoles publiques françaises.
Constantin Font meurt dans le 13e arrondissement de Paris le 25 janvier 1954,.

## Distinctions
Constantin Font est nommé chevalier de l'ordre de la Légion d'honneur en 1935. Il reçoit la médaille interalliée 1914-1918, la médaille commémorative de la guerre 1914-1918, la médaille commémorative d'Orient et la médaille commémorative Serbe.

## Conservation
- Paris
  - Musée du quai Branly[7]
  - Beaux-Arts de Paris[8]
  - Beaux-Arts de Paris
- Auch, musée des Jacobins[9]

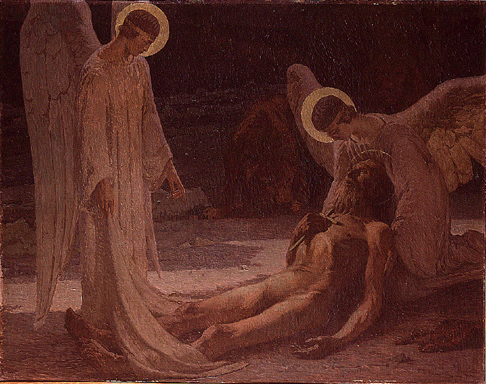
L'Ensevelissement de Saint-Antoine, 1921, Beaux-Arts de Paris.

- Carcassonne, peintures murales situées au rez-de-chaussée de la Chambre de commerce et d'industrie de l'Aude et au musée des Beaux-Arts[10],[11].

## Expositions et rétrospectives
- Œuvres exposées au musée des Augustins de Toulouse[réf. nécessaire]
- Œuvre exposée au Capitole de Toulouse[12]